# Muhammad Rachman

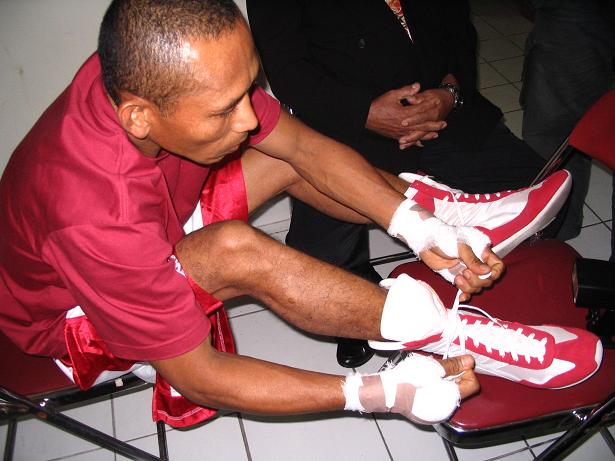
Muhammad Rachman (2007)

Muhammad Rachman (* 23. Dezember 1971 in Merauke, Indonesien) ist ein indonesischer Boxer im Strohgewicht. 

## Profikarriere
Im Jahre 1993 begann er erfolgreich seine Profikarriere. Am 14. September 2004 boxte er gegen Daniel Reyes um den Weltmeistertitel des Verbandes IBF und gewann nach Punkten. Diesen Gürtel verlor er in seiner 4. Titelverteidigung im Juli 2007 an Florante Condes.
Am 19. April 2011, im Alter von 40 Jahren, wurde Rachman zudem WBA-Weltmeister, als er Kwanthai Sithmorseng in Runde 9 durch klassischen K. o. bezwang. Diesen Gürtel verlor er allerdings bereits in seiner 1. Titelverteidigung Ende Juli desselben Jahres an Pornsawan Porpramook.